# LGV 1
La LGV 1 (HSL 1 en néerlandais), ou ligne à grande vitesse de Hal à la frontière française, est une ligne ferroviaire à grande vitesse en Belgique. Elle est le premier maillon du projet belge de LGV comprenant quatre projets (voir plus bas) et relie la frontière française à Bruxelles. Cet axe mesure 88 kilomètres, 71 proprement à grande vitesse (LGV 1) et 17 kilomètres de ligne modernisée (L 96N). La LGV est entrée en service le 14 décembre 1997.
La LGV a nettement diminué les temps de trajet, reliant par exemple Paris à Bruxelles en seulement 1h22, ce qui a conduit à la désertion quasi complète du trafic aérien sur cette liaison[réf. nécessaire]. En relation avec la LGV Nord, elle a également influé sur les relations de la Belgique au Royaume-Uni, permettant des liaisons à grande vitesse avec l'Eurostar.
La ligne a coûté 1,42 milliard d'euros[réf. nécessaire].

## Tracé
Les trains quittent la gare de Bruxelles-Midi en utilisant la ligne traditionnelle 96N, toutefois modernisée pour supporter des vitesses de 200 km/h. Au niveau de Forest, les trains longent le dépôt où peuvent être maintenues les rames Eurostar et TGV Réseau. Au kilomètre 13, à Hal, la section propre aux TGV commence, puis, après le franchissement du canal Bruxelles-Charleroi et un dernier croisement avec la ligne 96 grâce au viaduc de Lembeek, débute réellement la LGV parcourable à la vitesse maximale 300 km/h .
Tandis que la L96 rejoint Tubize, la ligne à grande vitesse rejoint l'A8 et suit son tracé entre Rebecq et Enghien. Au niveau de la sortie 25, la LGV se sépare de l'autoroute, prend une courbe suivant la nationale 7 et se retrouve ensuite parallèle à la ligne Bruxelles-Tournai une fois que cette dernière est passée sous cette même N7. Les deux lignes sont côte à côte sur environ 10 km. Deux échangeurs sont existants entre Silly et Ath, permettant au besoin une transition entre les deux lignes. Les deux photos de droite de la galerie ci-dessous ont été prises sur l'aiguillage de la bifurcation Y Beauregard où, si cela avait été nécessaire, ces trains allant vers Bruxelles auraient pu être (mais n'ont pas été) déviés sur le raccordement 1/1 menant à la ligne 94 visible à droite à l'arrière-plan.
C'est au niveau du deuxième échangeur (raccordement 1/2) que se situe le site de maintenance dit du « Coucou », à proximité d'Ath. Il a servi comme quartier général lors de la construction de la ligne (entre 1993 et 1998). C'est également là que les deux lignes, la L94 et la LGV, se séparent, la première rejoignant la gare d'Ath. Un peu plus loin, la LGV emprunte le viaduc d'Arbre, entre Ath et Chièvres. D'une longueur de 2 050 m, ce viaduc, l'un des plus longs viaducs ferroviaires d'Europe, survole le canal Ath-Blaton, la Dendre, la route de Mons et la ligne Ath-Jurbise.
La ligne poursuit alors son parcours en quasi-ligne droite, en franchissant quelques ouvrages d'art. Entre Péruwelz et Leuze-en-Hainaut, la ligne passe au-dessus de l'ancienne ligne 86, devenue parcours RAVeL, ainsi que de la route nationale 60, mais passe en dessous de la Route nationale 50. À Tourpes, à la hauteur de Leuze, se trouve une voie de secours non électrifiée. Après avoir franchi l'autoroute E42 à Maubray, la LGV croise la ligne 78 reliant Saint-Ghislain à Tournai. Un troisième raccordement y est présent, qui permettait principalement la circulation de Thalys Paris – Liège sur la dorsale wallonne via Mons, Charleroi et Namur (service supprimé en 2015). Après le franchissement de l'Escaut grâce à un viaduc de 483 m, et les 365 m de tranchée couvert au niveau de Bruyelle, la ligne franchit la frontière à Wannehain, au kilomètre 88. Onze kilomètres plus loin, en France, se situe le triangle de Fretin permettant les liaisons ou vers le nord (Lille, Londres) ou vers le Sud (Paris et le Sud de la France).

## La ligne

### Infrastructure
La LGV utilise la signalisation TVM-430. Étant donné que la ligne débouche sur le tronçon terminal de la ligne 96, équipée de la signalisation TBL SNCB, les seules rames à grande vitesse pouvant la parcourir sont les TGV TMST et Eurostar e320, les TGV PBA et PBKA, ainsi que les TGV Réseau 4510 à 4529, équipés de ce système. La rame de mesures TGV IRIS 320 (ancien TGV Réseau 4530, équipé de même), qui parcourt tout le réseau LGV français en un peu plus d'une semaine, en profite à chaque fois pour venir jusqu'à Bruxelles-Midi inspecter les deux voies de la LGV 1 pour le compte d'Infrabel.

### Exploitation
Ligne à grande vitesse internationale, la LGV 1 voit passer un trafic varié de trains. En 2023, les TGV inOui effectuant des relations entre Bruxelles-Midi et diverses villes françaises, avec rebroussement à Lille-Europe, empruntent cette ligne, aux côtés des Eurostar reliant Londres à Bruxelles et à Amsterdam, ainsi que la France aux pays du Benelux et à l'Allemagne (ex-Thalys).

## Galerie de photographies

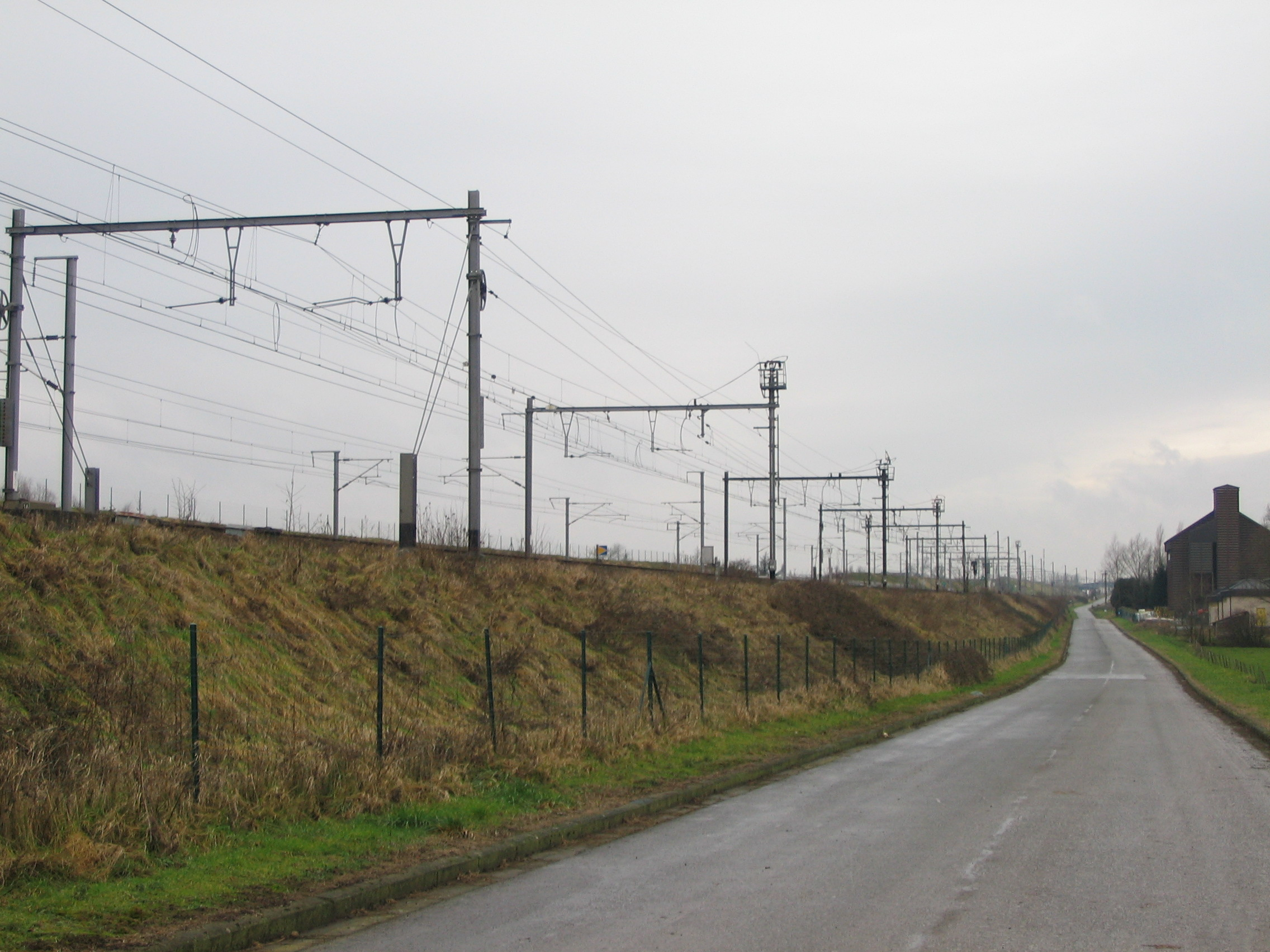
Les deux lignes côte à côte.
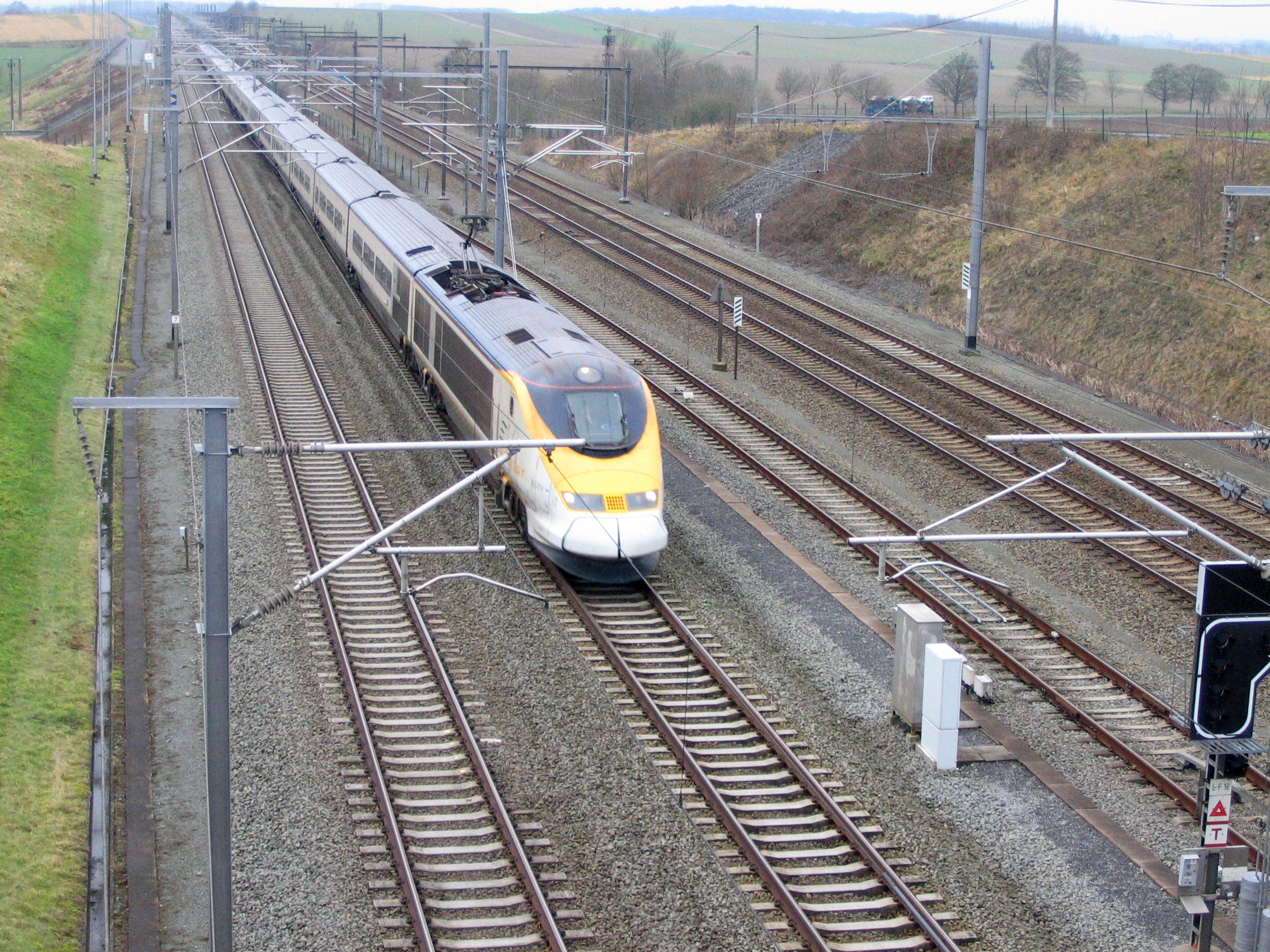
Une rame TGV TMST.
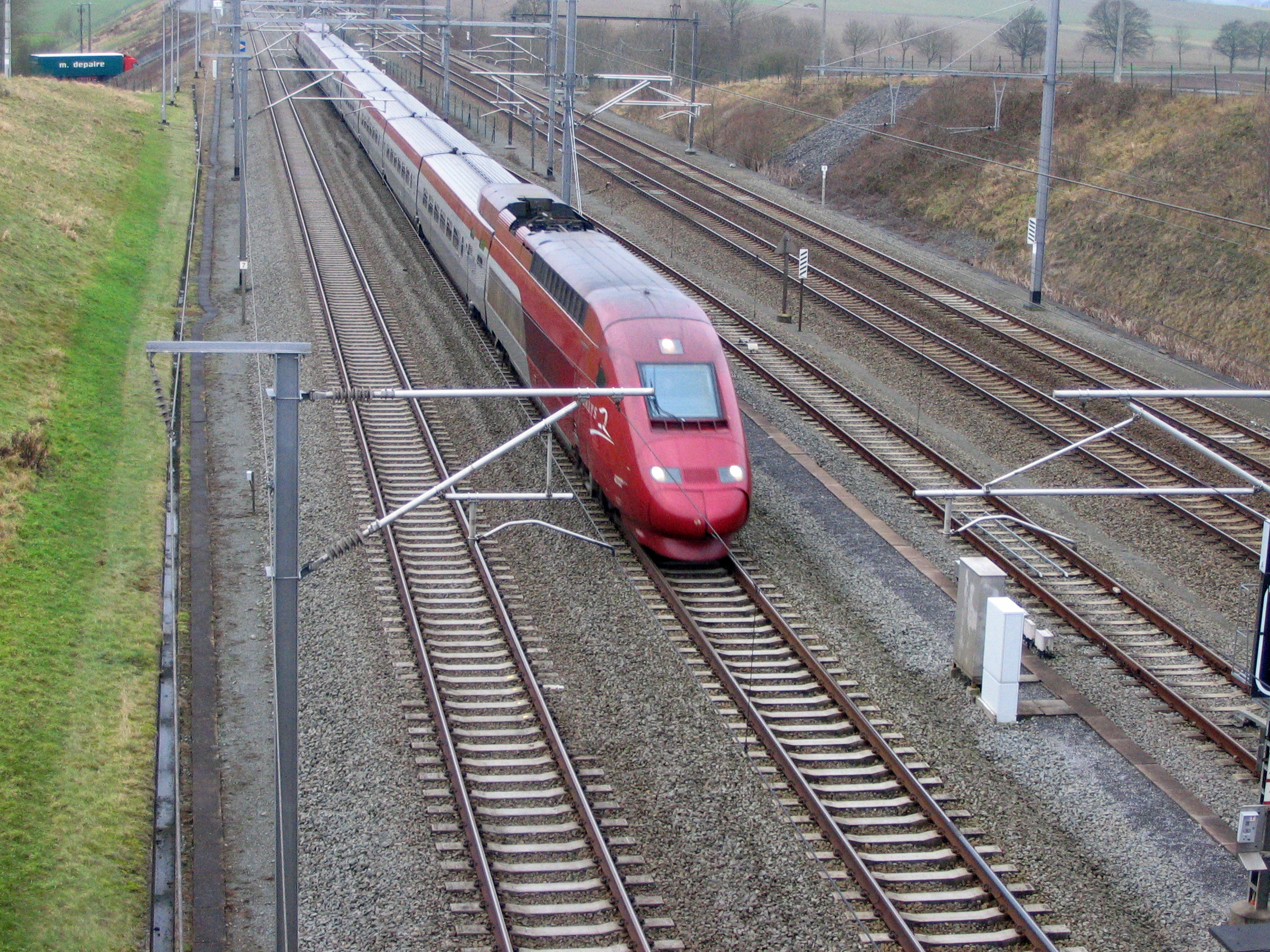
Une rame TGV PBKA.